# Ernst Fehr

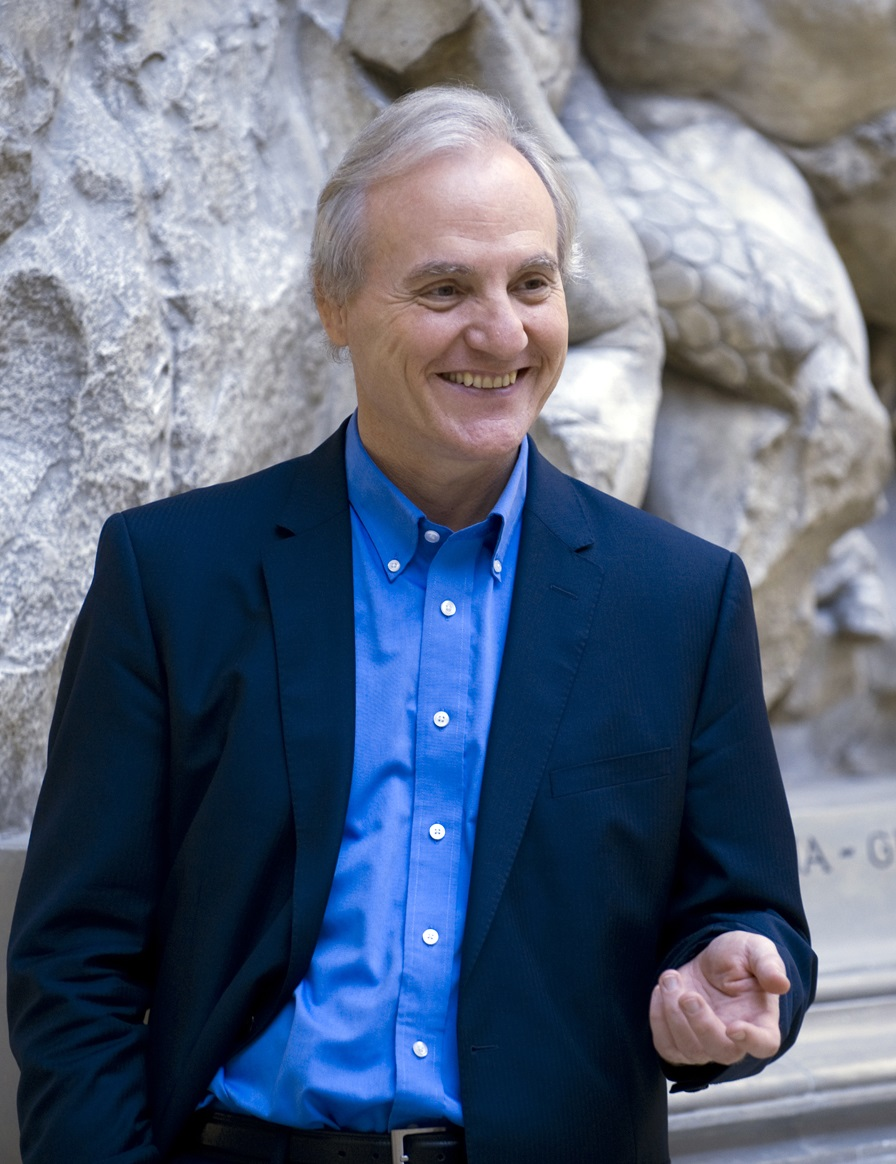
Ernst Fehr (2010)

Ernst Fehr (* 21. Juni 1956 in Hard, Vorarlberg) ist ein österreichisch-schweizerischer Wirtschaftswissenschaftler. Er ist Professor für Mikroökonomik und Experimentelle Wirtschaftsforschung am Institut für Volkswirtschaftslehre der Universität Zürich.
Seine Forschung umfasst die Bereiche der Entwicklung der menschlichen Zusammenarbeit und Sozialität, insbesondere Fairness, Reziprozität und begrenzte Rationalität (Verhaltensökonomie respektive Behavioral Economics). Er ist auch bekannt für seine Beiträge zu dem neuen Gebiet der Neuroökonomie sowie zur Behavioral Finance und zur Experimentalökonomie. 
Nach IDEAS/RePEc ist er der zweiteinflussreichste deutschsprachige Ökonom und im September 2011 als 99. weltweit rangiert. 2015 stand sein Name erstmals auf dem F.A.Z.-Ökonomenranking der einflussreichsten Ökonomen Deutschlands (2. Rang). Seit 2016 führt Fehr die Rangliste der einflussreichsten Ökonomen in Deutschland (F.A.Z.-Ökonomenranking), Österreich (Presse-Ökonomenranking) und der Schweiz (NZZ-Ökonomenranking) an.
Seit 2009 wird Fehr auf der Thomson-Reuters-Citation-Laureates-Liste für Wirtschaftswissenschaften geführt.

## Leben
Fehr studierte von 1975 bis 1980 Volkswirtschaftslehre an der Universität Wien und schloss mit dem Magister ab. Zwischen 1980 und 1982 war er als Forschungsassistent am Lehrstuhl von Alexander Van der Bellen tätig; in dieser Zeit besuchte er auch Kurse am Institut für Höhere Studien. 
Hieran schloss sich 1982 bis 1991 eine Assistenzprofessur an der Technischen Universität Wien (Lehrstuhl von Helmut Frisch) an. Zwischen 1988 und 1989 hatte Fehr zudem eine Forschungsstelle an der London School of Economics.
Fehr wurde 1986 promoviert, im Juni 1991 schließlich habilitiert. Von 1991 bis 1994 war er als außerordentlicher Professor an der Technischen Universität Wien beschäftigt, ab 1993 war er in Wien zudem Direktor des Ludwig Boltzmann Institute for Research in Economic Growth (bis 2003). 
Seit 1994 ist er ordentlicher Professor für Mikroökonomik und Experimentelle Wirtschaftsforschung an der Universität Zürich. Dort führte er darüber hinaus das 2011 neu geschaffene Institut für Volkswirtschaftslehre bis 2015 als Direktor. Fehr hat zahlreiche Rufe von renommierten Universitäten abgelehnt, unter anderem von der Universität Bonn, der University of California, Berkeley, der University of Cambridge und der University of Oxford. Von 2003 bis 2005 war er zudem Präsident der Economic Science Association.
Ernst Fehr gründete 2010, gemeinsam mit seinem Bruder Gerhard Fehr, FehrAdvice & Partners AG, das weltweit erste Wirtschafts- und Unternehmensberatungsunternehmen, das sich auf Verhaltensökonomik spezialisiert hat. Fehr ist Mitglied des Verwaltungsrats von FehrAdvice & Partners. 2016 wurde im Rahmen der Digital News Initiative (DNI) ein zukunftsträchtiges Verlagsprojekt von Russmedia durch Google finanziert, welches auf den verhaltensökonomischen Erkenntnissen von Fehr und von FehrAdvice basiert.
Zudem ist er Initiator und Präsident des Stiftungsrats der Excellence Foundation Zurich for Economic and Social Research, die sich die Förderung „gesellschaftsrelevante[r] ökonomische[r] Spitzenforschung“ an der Universität Zürich zum Zweck setzt. Seit 2012 leitet Fehr als Direktor das UBS International Center of Economics in Society. Das UBS Center ist ein assoziiertes Institut der Universität Zürich. Es finanziert wirtschaftswissenschaftliche Forschung am Institut für Volkswirtschaftslehre der Universität Zürich.
Fehr ist verheiratet und hat zwei Kinder. Er wohnt in Zürich, wo er 2018 eingebürgert wurde. Er ist österreichisch-schweizerischer Doppelbürger.

## Mitgliedschaften
2017 wurde Fehr gemeinsam mit dem an der Harvard University forschenden Wirtschaftsprofessor Philippe Aghion zum lebenslangen ausländischen Ehrenmitglied der American Economic Association, AEA, gewählt. 
Die Anzahl der Ehrenmitglieder ist limitiert. Die Wahl erfolgt durch das Executive Committee der American Economic Association und findet nur statt, wenn ein bisheriges Ehrenmitglied verstirbt.
Fehr ist Ehrenmitglied der American Academy of Arts and Sciences, Mitglied der American Academy of Political and Social Science, der Academia Europaea (2009), der Leopoldina sowie der Econometric Society, externes Mitglied der Wirtschaftsfakultät des Massachusetts Institute of Technology und seit 2011 Global Distinguished Professor in Economics an der New York University. 2016 wurde er als korrespondierendes Mitglied in die Österreichische Akademie der Wissenschaften gewählt.
Im Handelsblatt Ökonomen-Ranking 2011, das die Forschungsleistung von Ökonomen aus Deutschland, Österreich und der deutschsprachigen Schweiz analysiert, kam Fehr sowohl in der Kategorie „Aktuelle Forschungsleistung (seit 2007)“ als auch in der Kategorie „Top-250 Lebenswerk“ auf den dritten Platz.

## Wissenschaftliche Beiträge
Fehrs wissenschaftliche Arbeiten umfassen einerseits Beiträge zur Erforschung der sozialen Präferenzen von Menschen (Verhaltensökonomie), andererseits Beiträge zur Erforschung des menschlichen Gehirns im Zusammenhang mit ökonomischen Entscheidungen (Neuroökonomie). Darüber hinaus beschäftigt sich Fehr mit den psychologischen Grundlagen von Anreizsystemen und den Auswirkungen von verschiedenen sozialen Identitäten auf menschliches Verhalten, insbesondere die Ehrlichkeit und die freiwillige Bereitschaft, zu öffentlichen Gütern beizutragen.
Daneben war Fehr maßgeblich an der Entwicklung des Market Adjusted Performance Indicators (MAPI) beteiligt, einem auf dem Informativeness Principle von Bengt Holmström basierenden relativen Leistungsindikator zur Messung der Top-Managementperformance von börsennotierten Unternehmen. 
Der MAPI wird einerseits für die Bestimmung der variablen Vergütung im Top-Management verwendet. Andererseits ist der MAPI ein Indikator, ob das Prinzipal-Agenten-Problem in der Corporate Governance respektive Unternehmensführung von börsennotierten Unternehmen ansatzweise gelöst ist.

## Preise und Auszeichnungen
- 2022: Distinguished Adam Smith Award for Contributions in Normative and Economic Theory der Universität Bayreuth[19]
- 2017: Oskar-Morgenstern-Medaille der Universität Wien[20]
- 2016: Ehrendoktor der Universität Graz[21][22]
- 2016: Kardinal-Innitzer-Preis in der Kategorien Geisteswissenschaft[23]
- 2013: Gottlieb-Duttweiler-Preis[24]
- 2012: Österreichisches Ehrenzeichen für Wissenschaft und Kunst
- 2011: Vorarlberger Wissenschaftspreis[25]
- 2010: Gustav-Stolper-Preis des Vereins für Socialpolitik[26]
- 2008: Marcel-Benoist-Preis[27]
- 2004: Cogito-Preis der Cogito Foundation[28]
- 1999: Gossen-Preis des Vereins für Socialpolitik[29]

## Werke (Auswahl)
- Ernst Fehr und Armin Falk: Psychological foundations of incentives. In: European Economic Review. Bd. 46, Nr. 4–5 (2002), S. 687–724. doi:10.1016/S0014-2921(01)00208-2 (frei verfügbar als Working Paper: doi:10.3929/ethz-a-004374228)
- Ernst Fehr und Urs Fischbacher: The nature of human altruism. In: Nature. Bd. 425, 2003, S. 785–791. doi:10.1038/nature02043
- Ernst Fehr und Simon Gächter: Cooperation and punishment in public goods experiments. In: American Economic Review. Bd. 90, Nr. 4, 2000, S. 980–994. doi:10.1257/aer.90.4.980
- Ernst Fehr und Simon Gächter: Fairness and Retaliation: The Economics of Reciprocity. In: Journal of Economic Perspectives. Bd. 14, Nr. 3, 2000, S. 159–181. doi:10.1257/jep.14.3.159
- Ernst Fehr, Georg Kirchsteiger und Arno Riedl: Does fairness prevent market clearing? An experimental investigation. In: Quarterly Journal of Economics. Bd. 108, Nr. 2, 1993, S. 437–459. doi:10.2307/2118338
- Ernst Fehr und Klaus M. Schmidt: A theory of fairness, competition, and cooperation. In: Quarterly Journal of Economics. Bd. 114, Nr. 3, 1999, S. 817–868. doi:10.1162/003355399556151.
- Ernst Fehr und Gerhard Schwarz (Hrsg.): Psychologische Grundlagen der Ökonomie. 3. Aufl. Verlag Neue Zürcher Zeitung 2003. ISBN 3-85823-958-5.
- Ernst Fehr und Jean-Robert Tyran: Does money illusion matter? In: American Economic Review. Bd. 91, Nr. 5, 2001, S. 1239–1262. doi:10.1257/aer.91.5.1239
- Herbert Gintis, Samuel Bowles, Robert T. Boyd und Ernst Fehr (Hrsg.): Moral Sentiments and Material Interests. The Foundations of Cooperation in Economic Life. MIT Press 2005. ISBN 978-0-262-07252-6.
- Paul W. Glimcher, Colin Camerer, Ernst Fehr und Russell Alan Poldrack (Hrsg.): Neuroeconomics: Decision Making and the Brain. 1. Aufl. Academic Press 2008. ISBN 978-0-12-374176-9.